# Tom Banks (rugby à XV)
Pour les articles homonymes, voir Tom Banks et Banks.

a Compétitions nationales et continentales officielles uniquement.

b Matchs officiels uniquement.
Dernière mise à jour le 18 août 2025.
Tom Banks, né le 18 juin 1994 à Brisbane (Australie), est un joueur de rugby à XV international australien évoluant aux postes d'arrière ou d'ailier.

## Carrière

### En club
Tom Banks commence sa carrière en 2013 avec le club de University of Queensland, qui dispute le Queensland Premier Rugby (championnat amateur de la région du Queensland). Il joue également avec les équipes jeunes de la province du Queensland.
Lors de la saison 2015 de Super Rugby, il fait partie du groupe élargi de la franchise des Queensland Reds, et il fait ses débuts en Super Rugby le 14 mars 2015 contre les Brumbies pour ce qui est son unique match de la saison. La saison suivante, il n'est pas retenu dans le groupe des Reds, mais dispute tout de même le dernier match de la saison contre les Melbourne Rebels.
Il également retenu dans l'effectif de Queensland Country pour disputer le NRC pour les saisons 2015 et 2016. Il se distingue particulièrement lors de sa deuxième saison en marquant six essais en sept rencontres, et en étant retenu dans l'équipe type de la compétition,.
Il signe ensuite un contrat d'un an avec la franchise des Brumbies pour la saison 2017 de Super Rugby,. Grâce à ses talents offensifs, il s'impose dès sa première saison comme le titulaire de sa franchise au poste d'arrière, avant de prolonger son contrat pour deux saisons supplémentaires,. Il change également d'équipe de NRC en rejoignant les Canberra Vikings, avec qui il est finaliste du championnat en 2017.
En 2019, après il décline une offre lucrative venue de France pour prolonger son contrat avec les Brumbies jusqu'en 2022,.
En 2022, il rejoint le club japonais des Mie Honda Heat, évoluant en League One.
Après trois ans au Japon, il s'engage avec le Montpellier HR en Top 14, pour un contrat de trois saisons.

### En équipe nationale
Tom Banks est sélectionné pour la première fois avec les Wallabies en septembre 2017, dans le cadre du Rugby Championship, par le sélectionneur Michael Cheika, en remplacement de Dane Haylett-Petty blessé. Il ne dispute cependant aucun match.
Il est rappelé en juin 2018, et obtient sa première cape internationale avec l'équipe d'Australie le 25 août 2018 à l’occasion d’un match contre l'équipe de Nouvelle-Zélande à Auckland,.

## Palmarès

### En club
- Finaliste de NRC en 2017 avec les Canberra Vikings
- Vainqueur du Super Rugby AU en 2020 avec les Brumbies.

## Statistiques
Au 18 août 2025, Tom Banks compte 21 capes en équipe d'Australie, dont seize en tant que titulaire, depuis le 25 août 2018 contre l'équipe de Nouvelle-Zélande à Auckland.
Il participe à quatre éditions du Rugby Championship, en 2018, 2019, 2020 et 2021. Il dispute onze rencontres dans cette compétition.